# Andrew Triggs Hodge
Andrew Triggs Hodge (OBE) (født 3. marts 1979 i Halton, England) er en engelsk tidligere roer, tredobbelt olympisk guldvinder og firedobbelt verdensmester.

## Karriere
Hodge vandt en guldmedalje ved OL 2008 i Beijing, som del af den britiske firer uden styrmand. Bådens øvrige besætning var Steve Williams, Tom James og Pete Reed. Fire år senere, ved OL 2012 i London, vandt han sin anden guldmedalje i disciplinen, denne gang sammen med Reed, James og Alex Gregory. Ved OL 2016 i Rio de Janeiro sikrede han sig sin tredje OL-guldmedalje, denne gang som del af briternes otter. Han deltog også ved OL 2004 i Athen, hvor han som del af den britiske otter sluttede på 9. pladsen.
Hodge vandt desuden hele fire VM-guldmedaljer gennem karrieren, tre i firer uden styrmand (2005, 2006 og 2014) og en i otter (2013). Det blev desuden til en EM-guldmedalje i firer uden styrmand i 2014.
Efter sin tredje OL-guldmedalje i 2016 annoncerede Hodge sit karrierestop.

## Resultater

### OL-medaljer
- 2008:  Guld i firer uden styrmand
- 2012:  Guld i firer uden styrmand
- 2016:  Guld i otter

### VM-medaljer
- VM i roning 2005:  Guld i firer uden styrmand
- VM i roning 2006:  Guld i firer uden styrmand
- VM i roning 2013:  Guld i otter
- VM i roning 2014:  Guld i firer uden styrmand
- VM i roning 2009:  Sølv i toer uden styrmand
- VM i roning 2010:  Sølv i toer uden styrmand
- VM i roning 2011:  Sølv i toer uden styrmand
- VM i roning 2003:  Bronze i otter

### EM-medaljer
- EM i roning 2014:  Guld i firer uden styrmand